# Чиветел Еджіофор
Чиветел Еджіофор (англ. Chiwetel Ejiofor; нар. 10 липня 1977, Лондон, Англія, Велика Британія) — британський актор.

## Біографія
Народився у Лондоні, Велика Британія в родині лікаря та фармацевта. Його батьки познайомились у підлітковому віці в містечку на південному сході Нігерії. Вони переїхали до Лондона під час громадянської війни в кінці 1960-х років. Батько був лікарем, пройшовши перепідготовку зміг працювати за спеціальністю, а мама знайшла роботу фармацевта. Батьки були також попспіваками та виконували власні пісні. У пари народилося четверо дітей: старший брат Чиветела та дві його молодші сестри. Сімʼя часто відвідувала своїх родичів у Нігерії.
Навчався у Далідж-коледжі і водночас приєднався до Національного молодіжного театру. Продовжив навчання в Лондонській академії музичного та драматичного мистецтва.

## Кар'єра
1995 року привернув увагу Стівена Спілберга і пройшов кастинг на роль Джеймса у стрічці про боротьбу рабів за права та свободу «Амістад». За цим фільмом була робота у драмі «Час по Гринвічу». У стрічці Стівена Фрірза «Гарненькі брудні речі» виконав роль нічного портьє. 2003 року зіграв у різдвяній мелодрамі «Реальне кохання» та у телепостановці «Дванадцятої ночі» Вільяма Шекспіра. 2004 року знімався з Монікою Беллуччі («Вона ненавидить мене») та Гіларі Свенк («Червоний пил»). У тому ж році вийшла стрічка Вуді Аллена «Мелінда та Мелінда», актор виконав роль Еліса Мунсонга. Роль у стрічці «Чумові боти» принесла номінацію на «Золотий глобус».
2006 року вийшло дві стрічки з Чиветелом Еджіофором: «Не впіймали — не злодій» та «Останній нащадок Землі». Роль Дьюї Гʼюза у біографічному фільмі «Поговори зі мною» принесла актору нагороду «Незалежний дух» 2007 року. У кримінальній драмі Рідлі Скотта «Гангстер» зіграв Гуея Лукаса. Наступного року призначили офіцером Ордена Британської імперії.
2009 року вийшов фільм-катастрофа «2012» Еджіофор зіграв роль Адріана Гелмслі. У трилері «Солт» з Анджеліною Джолі в головній ролі зіграв агента Пібоді. Роль Соломона в оскароносній стрічці «12 років рабства» принесла актору численні номінації та нагороди, серед яких Премія БАФТА.
У стрічці «Марсіянин» зіграв керівника місії на Марс, який перший встановив контакт з Марком (Метт Деймон). У супергеройському фільмі «Доктор Стрендж» зіграв Мордо наставника Стівена Стренджа (Бенедикт Камбербетч).

## Фільмографія

### Фільми
| Рік  | Назва                                       | Оригінальна назва                           | Роль               | Примітки                 |
| ---- | ------------------------------------------- | ------------------------------------------- | ------------------ | ------------------------ |
| 1997 | «Амістад»                                   | Amistad                                     | Джеймс Ковей       |                          |
| 1999 | «Час по Гринвічу»                           | G: MT — Greenwich Mean Time                 | Рікс               |                          |
| 2001 |                                             | Mind Games                                  | Тейлер Арнольд     | телефільм                |
| 2002 | «Брудні принади»                            | Dirty Pretty Things                         | Окв                |                          |
| 2003 | «Реальна любов»                             | Love Actually                               | Пітер              |                          |
| 2003 | «Дванадцята ніч»                            | Twelfth Night                               | Орсіно             | телефільм                |
| 2004 | «Вона ненавидить мене»                      | She Hate Me                                 | Франк Віллс        |                          |
| 2004 | «Червоний пил»                              | Red Dust                                    | Алекс              |                          |
| 2004 | «Мелінда та Мелінда»                        | Melinda and Melinda                         | Елліс              |                          |
| 2005 | «Кров за кров»                              | Four Brothers                               | Віктор Світ        |                          |
| 2005 | «Місія Сереніті»                            | Serenity                                    | оперативник        |                          |
| 2005 | «Тиха лють»                                 | Slow Burn                                   | Тай Тріппін        |                          |
| 2005 | «Чумові шузи»                               | Kinky Boots                                 | Саймон/Лола        |                          |
| 2006 | «Не впіймали — не злодій»                   | Inside Man                                  | Білл Мітчелл       |                          |
| 2006 | «Останній нащадок Землі»                    | Children of Men                             | Люк                |                          |
| 2007 | «Поговори зі мною»                          | Talk to Me                                  | Дьюї Хьюз          |                          |
| 2007 | «Гангстер»                                  | American Gangster                           | Гуей Лукас         |                          |
| 2008 | «Червоний пояс»                             | Redbelt                                     | Майк Террі         |                          |
| 2009 | «Кінець гри»                                | Endgame                                     | Табо Мбекі         |                          |
| 2009 | «2012»                                      | 2012                                        | Адріан Гелмслі     |                          |
| 2010 | «Солт»                                      | Salt                                        | Пібоді             |                          |
| 2013 | «Саванна»                                   | Savannah                                    | Крісмас Маултрі    | Приклад                  |
| 2013 | «12 років рабства»                          | 12 Years a Slave                            | Соломон Нортап     |                          |
| 2013 | «Філ Спектор»                               | Phil Spector                                | прокурор           | телефільм                |
| 2013 | «Половина жовтого сонця»                    | Half of a Yellow Sun                        | Оденігбо           |                          |
| 2015 | «Z — значить Захарія»                       | Z for Zachariah                             | Джон Луміс         |                          |
| 2015 | «Марсіянин»                                 | The Martian                                 | Вінсент Капур      |                          |
| 2015 | «Секрет у їхніх очах»                       | Secret in Their Eyes                        | Рей                |                          |
| 2015 | «Усяка людина»                              | National Theatre Live: Everyman             | Усяка людина       | телефільм                |
| 2016 | «Три дев'ятки»                              | Triple 9                                    | Майкл Етвуд        |                          |
| 2016 | «Доктор Стрендж»                            | Doctor Strange                              | Карл Мордо         |                          |
| 2018 | «Марія Магдалина»                           | Mary Magdalene                              | Пітер              |                          |
| 2018 |                                             | Come Sunday                                 | Карлтон Пірсон     |                          |
| 2018 | «Шерлок Гномс»                              | Sherlock Gnomes                             | Гном Вотсон        | озвучення                |
| 2019 |                                             | The Boy Who Harnessed the Wind              | Трайвелл Камквамба | також режисер, сценарист |
| 2019 | «Чаклунка: Повелителька темряви»            | Maleficent: Mistress of Evil                | Коналл             |                          |
| 2019 | «Король Лев»                                | The Lion King                               | Шрам               | озвучення                |
| 2020 | «Стара гвардія»                             | The Old Guard                               | Джеймс Коплі       |                          |
| 2021 | «Нескінченність»                            | Infinite                                    | Тед МакКолі        |                          |
| 2022 | «Доктор Стрендж у мультивсесвіті божевілля» | Doctor Strange in the Multiverse of Madness | Карл Мордо         |                          |
| 2024 | «Веном: Останній танець»                    | Venom: The Last Dance                       | Рекс Стрікленд     |                          |
| 2025 | «Бріджит Джонс: Закохана у хлопця»          | Bridget Jones: Mad About the Boy            | містер Воллакер    |                          |
| 2025 | «Елеонора Велика»                           | Eleanor the Great                           | Роджер             |                          |
| 2025 | «Стара гвардія 2»                           | The Old Guard 2                             | Джеймс Коплі       |                          |

### Серіали
| Рік  | Назва                        | Оригінальна назва         | Роль           | Примітки                  |
| ---- | ---------------------------- | ------------------------- | -------------- | ------------------------- |
| 1996 | «Другий екран»               | Screen Two                | Ебоу           | 1 епізод                  |
| 2001 | «Убивство у свідомості»      | Murder in Mind            | МакКоркіндейл  | 1 епізод                  |
| 2003 |                              | Trust                     | Ешлі Картер    | 6 епізодів                |
| 2003 | «Кентерберійські оповідання» | The Canterbury Tales      | Пол            | 1 епізод                  |
| 2006 | «Цунамі»                     | Tsunami: The Aftermath    | Єн Картер      | міні-серіал; 2 епізоди    |
| 2011 | «Межа тіні»                  | The Shadow Line           | Джона Габріель | міні-серіал; 7 епізодів   |
| 2013 | «Танці на межі»              | Dancing on the Edge       | Луї            | міні-серіал; 6 епізодів   |
| 2022 | «Людина, яка впала на Землю» | The Man Who Fell to Earth | Фарадей        | головна роль; 10 епізодів |